# 教练车
教练车是用于教授和练习机动车驾驶技术，以备考机动车驾驶证考试的一类专用车辆，部分地区的教练车会有统一的喷涂。学习驾驶机动车的初学者由于经验不足，驾驶技术并不娴熟，而教练车为了适应初学者的这个特点，便于初学者更好地掌握机动车驾驶技术，其构造和功能上与普通的私家车会存在一些不同之处。例如用于教授小型汽车的教练车在副驾驶座有一个副制动踏板，当学员遇到障碍物来不及制动时，坐在副驾驶座的驾校教练可以使用副制动踏板进行制动；另外发动机怠速也调得比较高，减少学员因操作失当导致发动机熄火的次数。一些教練車在副駕駛座也裝有方向盤。

## 图集

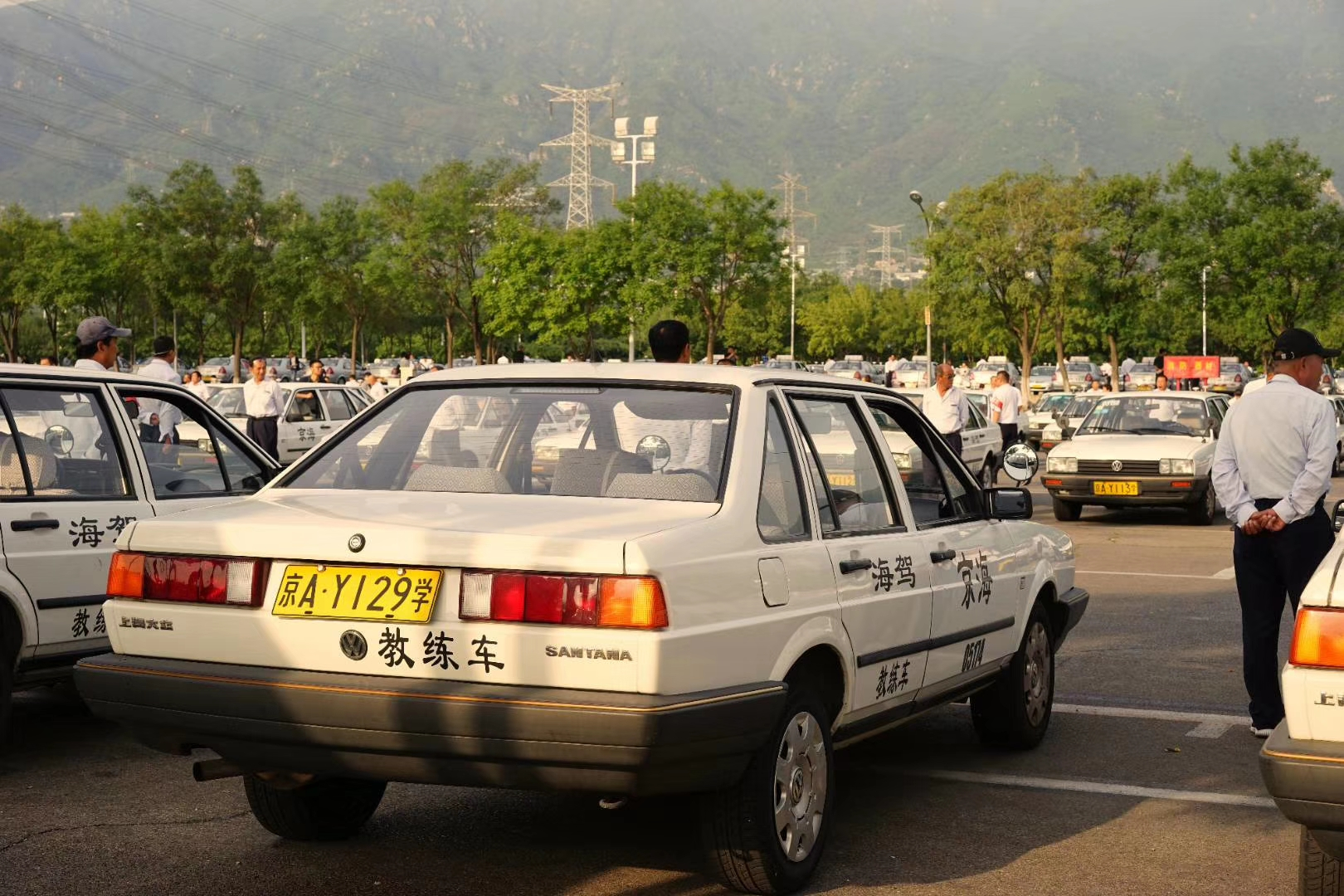
中国北京市海淀區某驾考学校的一辆大众桑塔纳教练车，车尾处喷涂有「教练车」的字样，且悬挂了教练车专用的机动车号牌。
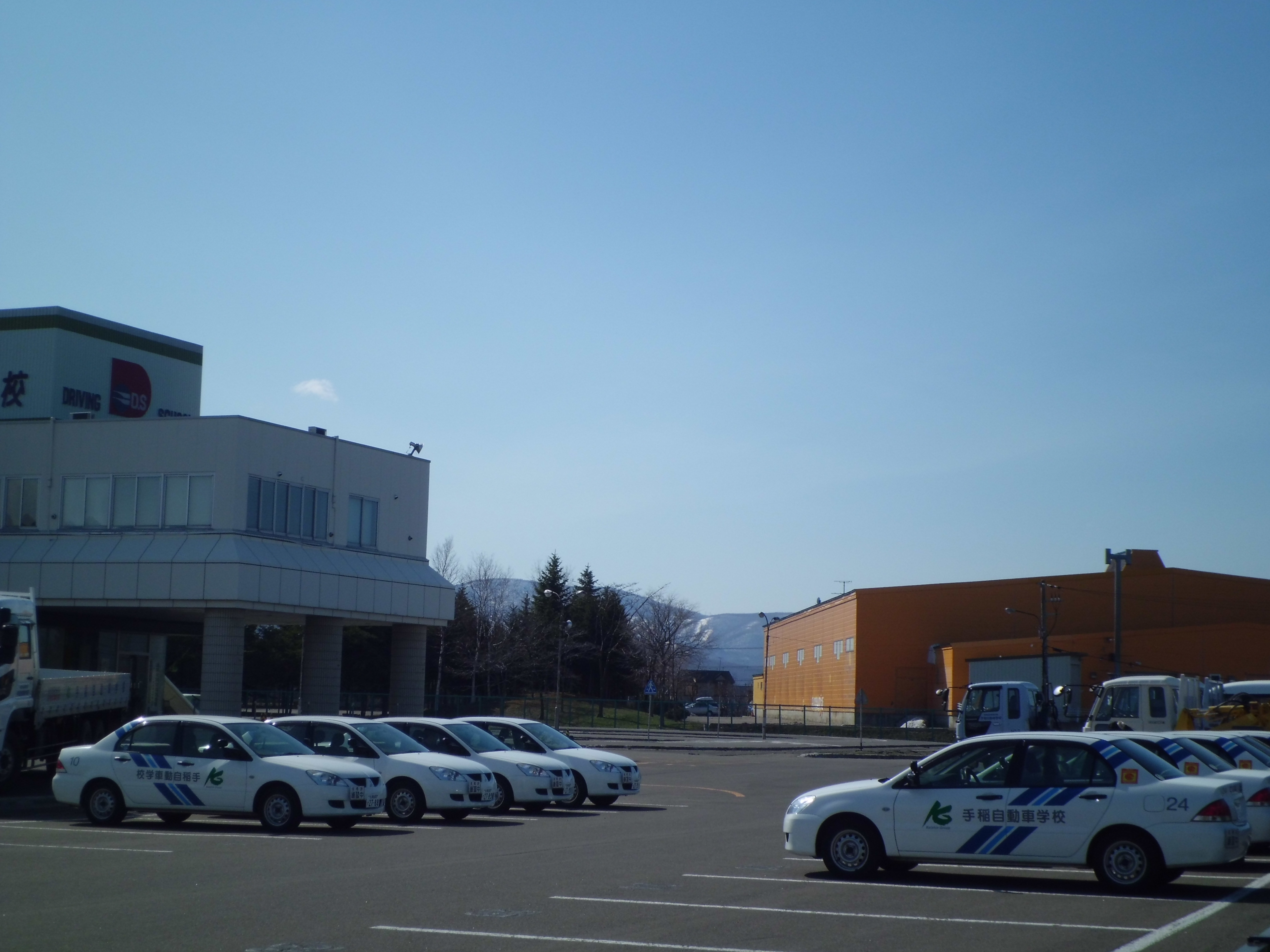
日本北海道札幌市一家驾校停放的教练车，车身有统一的驾校标志喷涂。

## 另見
- 訓練巴士
- 教練機